# فراکسیون کنگره
یک فراکسیون کنگره گروهی از اعضای کنگره ایالات متحده است که برای دستیابی به اهداف مشترک قانونگذاری تشکیل جلسه می‌دهند. رسماً، فراکسیون‌ها تحت عنوان سازمان‌های عضو کنگره (CMO) از طریق مجلس نمایندگان ایالات متحده و مجلس سنا تشکیل می‌شوند و طبق مقررات این مجلس‌ها اداره می‌شوند. علاوه بر لفظ فراکسیون، گاهی به آنها کنفرانس (بویژه موارد جمهوریخواه)، ائتلاف، گروه مطالعه، گروه‌های کاری یا کارگروه گفته می‌شود. بسیاری از کشورهای دیگر از اصطلاح گروه پارلمانی استفاده می‌کنند - به عنوان مثال، پارلمان انگلستان دارای بسیاری از گروه‌های پارلمانی همه احزاب است.

## کنفرانس‌های ایدئولوژیک
برخی از فراکسیون‌ها جناح‌های سیاسی سازمان یافته با گرایش ایدئولوژیک مشترک هستند. به عبارت دیگر، فراکسیون‌های کنگره ای ایدئولوژیک می‌توانند نمایانگر "حزب " در درون یک حزب باشند. در سیستم سیاسی مسلط دو حزبی ایالات متحده، این فراکسیون‌های کنگره به گردآمدن و پیشبرد آرمانهای یک ایدئولوژی متمرکزتر درون دو حزب سیاسی نسبتاً " چادر بزرگ " کمک می‌کنند.
- در طرف دمکرات:
  - فراکسیون ترقیخواه کنگره (CPC) - دموکراتهای مترقی
  - ائتلاف دموکرات نو (NDC) - دموکرات‌های لیبرال مدرن و میانه گرای مدرن
  - ائتلاف بلوداگ (BDC) - دموکرات‌های محافظه کار
- در طرف جمهوریخواه:
  - گروه سه‌شنبه (TG) - جمهوریخواهان میانه‌رو
  - شراکت جمهوریخواه خیابان اصلی (MSP) - جمهوریخواهان معتدل
  - کمیته مطالعات جمهوریخواه (RSC) - جمهوریخواهان محافظه کار
  - کاکس آزادی (LC) - جمهوریخواهان آزادیخواه
  - گروه آزادی (FC) - یک کارگروه محافظه کار وابسته به جنبش تی پارتی

## فراکسیون‌های نژادی و قومی
از مشهودترین فراکسیون‌ها، آنهایی اند که اعضای تشکیل دهنده آنها نژاد یا گروه قومی یکسانی دارند. مشهودترین این‌ها نمایانگر رنگین‌پوست است. فراکسیون سیاه کنگره، فراکسیون هیسپنیک کنگره و فراکسیون آمریکایی اقیانوس آرامی آسیایی کنگره نیز در کنار هم فراکسیون سه‌گانه کنگره را تشکیل می‌دهند.

## فراکسیون گروه ذی‌نفع
رایجترین فراکسیون‌ها متشکل از اعضایی است که به عنوان یک گروه ذی‌نفع متحد هستند. اینها اغلب دو حزبی (متشکل از دموکرات و جمهوری‌خواه) و دومجلسی (شامل نمایندگان و سناتورها) هستند. به عنوان مثال، فراکسیون دوچرخه سواری کنگره برای ترویج دوچرخه سواری کار می‌کند و فراکسیون تایوان سنا روابط بهتر با تایوان را ترویج می‌کند.